# Etheldreda Nakimuli-Mpungu
Etheldreda Nakimuli-Mpungu (1974) es una profesora, investigadora, epidemióloga y psiquiatra ugandesa que trabaja en el Departamento de Psiquiatría de la Facultad de Medicina de la Universidad de Makerere en Uganda. Su investigación se enfoca particularmente en la psicoterapia grupal de apoyo como tratamiento de primera línea para la depresión en personas con VIH. Fue una de las cinco ganadoras del Premio de la Fundación Elsevier para Mujeres Científicas Novel en el Mundo en Desarrollo en 2016. Asimismo, figuró en la lista 100 mujeres de la BBC en 2020.

## Trayectoria
Nakimuli-Mpungu obtuvo un título en Medicina por la Facultad de Ciencias de la Salud de la Universidad de Makerere en 1998. Cuando le dio la noticia a su madre, ella respondió: “Entiendo, bien. Pero sabes que no es bueno solamente ser médico, vas con algunos médicos y no te hacen sentir mejor. Quiero que seas uno de los médicos que realmente hacen sentir mejor a las personas”. Su carrera comenzó en Kampala, donde trabajó en un departamento de cirugía y después con niños. De 2001 a 2012 trabajó en cuidados psiquiátricos en el Hospital Psiquiátrico de Referencia Nacional de Butabika. En 2006, reanudó sus estudios de posgrado en la Facultad de Ciencias de la Salud de la Universidad de Makerere y obtuvo una Maestría en Medicina Psiquiátrica. En 2012, obtuvo un Doctorado en Epidemiología Psiquiátrica por la Universidad Johns Hopkins.
Mientras trabajaba en el Hospital Butabika, Nakimuli-Mpungu notó que un gran número de pacientes con VIH/sida ingresaban con graves problemas de salud mental. Nakimuli-Mpungu comentó que “en ese momento, nadie sabía cómo ayudarlos ni qué hacer con ellos”, precisando que “existía la idea en la comunidad médica de que estas personas estaban más allá de toda ayuda”. Ella llevó a cabo su propia investigación, la cual confirmó que las personas con VIH tienen más probabilidades de padecer depresión debido a la angustia y estigma que rodea a la enfermedad. Un síntoma de la depresión es la desatención del cuidado personal, lo que, para algunos pacientes con VIH, significa una menor probabilidad de tomar sus medicamentos. Nakimuli-Mpungu pensó que podría haber un tratamiento conjunto para las dos enfermedades, pero en ese momento no había nada publicado en la literatura científica que pudiera servir como base para ello. 
Nakimuli-Mpungu lanzó un programa de investigación para explorar las posibilidades de un tratamiento que atendiera ambos problemas. Dado que la mayoría de los centros médicos de Uganda carecen de financiación, así como personal con una formación adecuada para trabajar en la atención de la salud mental, Nakimuli-Mpungu se centró en el potencial de la terapia de grupo como tratamiento. En su primer proyecto, reclutó a 150 personas con VIH y depresión. Los participantes se dividieron en dos grupos: un grupo recibió sesiones de terapia grupal y el otro acudió a sesiones informativas estándar sobre el VIH en una clínica. Si bien, con el tiempo, la depresión de todos los pacientes disminuyó, la tendencia en quienes recibieron terapia fue una continua disminución de la depresión incluso seis meses después de concluidas las sesiones.
Este estudio inicial dio lugar a un programa más grande, que comenzó en 2016. En esta ocasión, 1140 pacientes fueron tratados en más de 40 centros de salud distribuidos en el norte de Uganda. Los participantes se dividieron nuevamente en dos: una mitad recibió “psicoterapia culturalmente apropiada”, mientras la otra mitad recibió educación general sobre el VIH. Esta vez, los tratamientos fueron proporcionados por trabajadores de la salud no profesionales, pero sí capacitados, durante un período de ocho semanas. El grupo que recibió psicoterapia presentó menos incidencias de depresión grave, síntomas reducidos de trastorno de estrés postraumático, mayor adherencia al régimen de medicación, tasas más bajas de abuso de alcohol, entre otros resultados. Los efectos positivos fueron mayores entre los pacientes masculinos.
A partir de 2020 se desempeña como profesora, investigadora, epidemióloga y psiquiatra en el Departamento de Psiquiatría de la Facultad de Medicina en la Universidad de Makerere.

## Reconocimientos
- Premio Internacional ASTRAZENECA/APIRE Mentes Jóvenes en Psiquiatría, 2005.[6]
- Premio Internacional Fulbright de Ciencia y Tecnología, 2007.[6]
- Medalla de Honor Presidencial de la Independencia Nacional, Uganda, 2016.[5]
- Premio de la Fundación Elsevier para Mujeres Científicas Novel en el Mundo en Desarrollo en Ciencias Biológicas, 2016.[6]
- Lista anual de las 100 mujeres más influyentes de la BBC, 2020.[7]

## Publicaciones seleccionadas
- “Eficacia y rentabilidad de la psicoterapia de apoyo grupal impartida por trabajadores de la salud no profesionales capacitados para el tratamiento de la depresión entre personas con VIH en Uganda: un ensayo aleatorio grupal” (en coautoría). En The Lancet (febrero de 2020).[8]
- “Psicoterapia de apoyo grupal para el tratamiento de la depresión en personas con VIH/SIDA en el norte de Uganda: un ensayo controlado aleatorio de un solo centro” (en coautoría). En Lancet VIH (mayo de 2015).[9]
- “Depresión, consumo de alcohol y adherencia a la terapia antirretroviral en África subsahariana: un comentario sistemático” (en coautoría). En Aids Behavior (noviembre de 2012).[10]
- “Buscando urgentemente la eficiencia y sostenibilidad de los ensayos clínicos en salud global” (en coautoría). En The Lancet Global Health (mayo de 2021)[11]
- “Calidad de vida relacionada con la salud entre pacientes con trastorno bipolar en las zonas rurales del suroeste de Uganda: un estudio transversal hospitalario” (en coautoría). En Resultados de salud y calidad de vida (2021).[12]
- “Resultados sobre el efecto a largo plazo de la psicoterapia de apoyo grupal sobre la depresión y el tratamiento del VIH: análisis secundario de un ensayo aleatorio por grupos en Uganda”. En Medicina Psicosomática (2022).[13]
- “Colina prenatal materna afroamericana, edad gestacional de los hijos al nacer y predisposición del desarrollo a las enfermedades mentales”. En Boletín de esquizofrenia (2020).[14]
- “El impacto del asesoramiento grupal en la depresión, el estrés postraumático y los resultados funcionales: un estudio comparativo prospectivo de las clínicas de traumatología Peter C. Alderman en el norte de Uganda”. En Revista de trastornos afectivos.[15]
- “Cómo el COVID-19 ha cambiado fundamentalmente la investigación clínica en salud global”. En The Lancet Global Health (2021).[16]
- “Asociación de intervenciones psicológicas de tareas compartidas con resultados de la depresión en países de ingresos bajos y medios: un comentario sistemático y un metanálisis de datos de pacientes individuales”. En JAMA Psychiatry (2022).[17]
- “El papel y los desafíos de los ensayos aleatorios grupales para la salud global.” En The Lancet Global Health (2021).[18]
- “Intervenciones de salud mental para personas que viven con VIH en países de ingresos bajos y medios: un comentario sistemático”. En Revista de la Sociedad Internacional del SIDA (2021).[19]
- “Prevalencia y factores asociados con los síntomas de depresión entre adolescentes escolares en Uganda central”. En Psiquiatría y Salud Mental Infantil y Adolescente (2016).[20]